# Abelpreis
Der Abelpreis ist eine seit 2003 jährlich durch die Norwegische Akademie der Wissenschaften verliehene internationale Auszeichnung für wissenschaftliche Arbeiten von außergewöhnlicher Tiefe und Einfluss auf dem Gebiet der Mathematik. Er ist nach Niels Henrik Abel benannt und mit 7,5 Millionen norwegischen Kronen (etwa 640.000 Euro) dotiert. Anlässlich Abels 200. Geburtstages hatte die norwegische Regierung im Jahr 2002 eine Stiftung zur Verleihung des Preises eingerichtet.
Die Idee zu einem Mathematikpreis in Erinnerung an Abel stammte schon von Sophus Lie, der große internationale Unterstützung unter Mathematikern erhielt und von Lie energisch betrieben wurde, aber mit seinem Tod 1899 endete. Die Idee wurde von König Oskar II. 1902 anlässlich der Jahrhundertfeiern der Geburt von Abel (1802–1829) wieder aufgegriffen, Carl Størmer und Ludvig Sylow arbeiteten schon Statuten aus, zerschlug sich aber aus finanziellen Gründen, als die Union von Schweden und Norwegen 1905 nicht zustande kam. Einer der Unterstützer war der Polarforscher Fridtjof Nansen und ein Motiv war auch, für Mathematiker ein Pendant zum Nobelpreis zu schaffen. Schließlich gelang es dem Abel-Biographen Arild Stubhaug und dem CEO von Telenor Tormord Hermansen 2000 anlässlich der Zweihundertjahrfeiern der Geburt von Abel ein erneutes Interesse zu wecken, was 2001 zur Gründung der Abelstiftung (mit einem Kapital von 200 Millionen norwegischen Kronen) durch die norwegische Regierung führte, die auch die Preisvergabe finanziell absicherte.
Das Preiskomitee besteht aus fünf Personen. Die Preisverleihung findet in Anwesenheit des norwegischen Königs statt. Um dieselbe Zeit wie der Abelpreis wurde ein ähnlich hoch dotierter internationaler norwegischer Preis in den Geisteswissenschaften gestiftet, der Holberg-Preis der Universität Bergen. Im Gegensatz zur Fields-Medaille gibt es beim Abelpreis keine Altersbeschränkung für den Preisträger, womit dieser Preis einer Entsprechung des Nobelpreises etwas näher kommt als die Fields-Medaille.

## Preisträger
| Jahr | Preisträger                               | Institut | Begründung | Bild                   |
| ---- | ----------------------------------------- | --- | --- | ---------------------- |
| 2003 | Jean-Pierre Serre (* 1926)                | Collège de France | für seine Schlüsselrolle in der Gestaltung der modernen Form vieler Bereiche der Mathematik, unter anderem der Topologie, algebraischen Geometrie und Zahlentheorie                                                           | Jean-Pierre Serre      |
| 2004 | Michael Francis Atiyah (1929–2019)        | University of Edinburgh | für Entdeckung und Beweis des Index-Theorems, das Topologie, Geometrie und Analysis verbindet, und ihre herausragende Rolle beim Brückenschlag zwischen Mathematik und theoretischer Physik                                   | Michael Francis Atiyah |
| 2004 | Isadore M. Singer (1924–2021)             | Massachusetts Institute of Technology | für Entdeckung und Beweis des Index-Theorems, das Topologie, Geometrie und Analysis verbindet, und ihre herausragende Rolle beim Brückenschlag zwischen Mathematik und theoretischer Physik                                   | Isadore M. Singer      |
| 2005 | Peter Lax (1926–2025)                     | New York University | für seine bahnbrechenden Beiträge zur Theorie und Anwendung von partiellen Differentialgleichungen sowie zu deren numerischer Lösung                                                                                          | Peter Lax              |
| 2006 | Lennart Carleson (* 1928)                 | Königlich Technische Hochschule Stockholm | für seine tiefgehenden, zukunftsweisenden Beiträge zur harmonischen Analysis und zur Theorie glatter dynamischer Systeme | Lennart Carleson       |
| 2007 | S. R. Srinivasa Varadhan (* 1940)         | New York University | für seinen grundlegenden Beitrag zur Wahrscheinlichkeitstheorie, im Speziellen für die Schaffung einer einheitlichen Theorie für große Abweichungen                                                                           | Srinivasa Varadhan     |
| 2008 | John Griggs Thompson (* 1932)             | University of Florida | für ihre grundlegenden Beiträge zur Algebra und insbesondere zur Entwicklung der modernen Gruppentheorie | John Griggs Thompson   |
| 2008 | Jacques Tits (1930–2021)                  | Collège de France | für ihre grundlegenden Beiträge zur Algebra und insbesondere zur Entwicklung der modernen Gruppentheorie | Jacques Tits           |
| 2009 | Michail Gromow (* 1943)                   | Institut des Hautes Études Scientifiques | für seine revolutionären Beiträge zur Geometrie | Michail Gromow         |
| 2010 | John T. Tate (1925–2019)                  | University of Texas at Austin | für seinen großen und nachhaltigen Einfluss auf die Zahlentheorie | John T. Tate           |
| 2011 | John Milnor (* 1931)                      | Institute for Mathematical Sciences, Stony Brook University, New York                                                                                  | für bahnbrechende Entdeckungen in der Topologie, Geometrie und Algebra | John Milnor            |
| 2012 | Endre Szemerédi (* 1940)                  | Alfréd Rényi Institute of Mathematics, Hungarian Academy of Sciences, Budapest and Department of Computer Science, Rutgers University, New Jersey, USA | für seine grundlegenden Beiträge zur diskreten Mathematik und theoretischen Informatik und in Anerkennung des tiefgreifenden und andauernden Einflusses dieser Beiträge auf die additive Zahlentheorie und die Ergodentheorie | Endre Szemerédi        |
| 2013 | Pierre Deligne (* 1944)                   | Institute for Advanced Study, Princeton, New Jersey, USA                                                                                               | für seine sehr wichtigen Beiträge zur algebraischen Geometrie und für den grundlegenden Einfluss dieser Beiträge auf Zahlentheorie, Darstellungstheorie und verwandte Gebiete                                                 | Pierre Deligne         |
| 2014 | Jakow Sinai (* 1935)                      | Princeton University und Landau-Institut für Theoretische Physik                                                                                       | für seine grundlegenden Beiträge zu dynamischen Systemen, Ergodentheorie und mathematischer Physik | Jakow Sinai            |
| 2015 | John Forbes Nash Jr. (1928–2015)          | Princeton University | für ihre eindrucksvollen und fundamentalen Beiträge zur Theorie der nichtlinearen partiellen Differentialgleichungen und ihrer Anwendungen auf geometrische Analysis                                                          | John Forbes Nash       |
| 2015 | Louis Nirenberg (1925–2020)               | Courant Institute of Mathematical Sciences of New York University                                                                                      | für ihre eindrucksvollen und fundamentalen Beiträge zur Theorie der nichtlinearen partiellen Differentialgleichungen und ihrer Anwendungen auf geometrische Analysis                                                          | Louis Nirenberg        |
| 2016 | Andrew Wiles (* 1953)                     | University of Oxford | für seinen spektakulären Beweis des Großen Fermatschen Satzes durch die Modularitätsvermutung für semi-stabile elliptische Kurven, mit dem er ein neues Zeitalter der Zahlentheorie eröffnet hat.                             | Andrew J. Wiles        |
| 2017 | Yves Meyer (* 1939)                       | École normale supérieure Paris-Saclay, Frankreich | für seine zentrale Rolle bei der Entwicklung der mathematischen Theorie der Wavelets. | Yves Meyer             |
| 2018 | Robert P. Langlands (* 1936)              | Institute for Advanced Study, Princeton, USA | für sein visionäres Programm, das die Darstellungstheorie mit der Zahlentheorie verbindet. | Robert P. Langlands    |
| 2019 | Karen Uhlenbeck (* 1942)                  | University of Texas at Austin | für ihre Pionierleistungen bei geometrischen partiellen Differentialgleichungen, Eichtheorie und integrablen Systemen sowie für die grundlegenden Auswirkungen ihrer Arbeit auf Analysis, Geometrie und mathematische Physik. | Karen Uhlenbeck        |
| 2020 | Hillel Furstenberg (* 1935)               | Hebräische Universität Jerusalem | für eine Vorreiterrolle bei der Verwendung von Methoden aus Wahrscheinlichkeitstheorie und Dynamischen Systemen in Gruppentheorie, Zahlentheorie und Kombinatorik.                                                            | Hillel Fürstenberg     |
| 2020 | Grigori Alexandrowitsch Margulis (* 1946) | Yale University | für eine Vorreiterrolle bei der Verwendung von Methoden aus Wahrscheinlichkeitstheorie und Dynamischen Systemen in Gruppentheorie, Zahlentheorie und Kombinatorik.                                                            | Grigorji Margulis      |
| 2021 | László Lovász (* 1948)                    | Eötvös-Loránd-Universität | für ihre grundlegenden Beiträge zur theoretischen Informatik und zur diskreten Mathematik und für ihre führende Rolle bei deren Entwicklung zu zentralen Gebieten der modernen Mathematik.                                    | László Lovász          |
| 2021 | Avi Wigderson (* 1956)                    | Institute for Advanced Study | für ihre grundlegenden Beiträge zur theoretischen Informatik und zur diskreten Mathematik und für ihre führende Rolle bei deren Entwicklung zu zentralen Gebieten der modernen Mathematik.                                    | Avi Wigderson          |
| 2022 | Dennis Parnell Sullivan (* 1941)          | Stony Brook University | für seine grundlegenden Beiträge zur Topologie im weitesten Sinne, insbesondere ihren geometrischen, algebraischen und dynamischen Aspekten.                                                                                  | Dennis Sullivan        |
| 2023 | Luis Caffarelli (* 1948)                  | University of Texas at Austin | für seine Arbeiten zu partiellen Differentialgleichungen. | Luis Caffarelli        |
| 2024 | Michel Talagrand (* 1952)                 | Universität Pierre und Marie Curie | für seine bahnbrechenden Beiträge zur Wahrscheinlichkeitstheorie und Funktionalanalysis mit herausragenden Anwendungen in der mathematischen Physik und Statistik.                                                            |                        |
| 2025 | Masaki Kashiwara (* 1947)                 | Universität Kyōto | für seine grundlegenden Beiträge zur algebraischen Analysis und Darstellungstheorie, insbesondere die Entwicklung der Theorie der D-Module und die Entdeckung der Kristallgraphen.                                            | Masaki Kashiwara       |